# Heliophila diffusa
Heliophila diffusa är en korsblommig växtart som först beskrevs av Carl Peter Thunberg, och fick sitt nu gällande namn av Dc. Heliophila diffusa ingår i släktet solvänner, och familjen korsblommiga växter.

## Underarter
Arten delas in i följande underarter:
- H. d. diffusa
- H. d. flacca